# 日本製鐵清津製鉄所
清津製鉄所（せいしんせいてつしょ）は、かつて存在した日本製鐵株式會社（日鉄）の製鉄所である。朝鮮咸鏡北道清津府（現在の朝鮮民主主義人民共和国咸鏡北道清津市）に建設された。

## 立地
清津は朝鮮の北東部にある日本海沿岸の都市で、満州国やソビエト連邦にも近接する。元々清津付近は漁村にすぎなかったが、日露戦争で日本軍の上陸地となってから往来が急増し、1907年（明治40年）には人口1400人余りの小市街となった。物資出入の重要港となり、1916年（大正5年）からは鉄道が開通し運輸量も多くなった。
原材料の立地条件が良いという利点があり、北西100kmに茂山鉄山を控え鉄鉱石が確保でき、満州の密山・鶴岡の炭鉱から石炭を確保できた。また、茂山の他にも鉄山があり、石灰石の鉱山も付近にあった。海上輸送の便も良港とされた清津港を控えるため良好であった。

## 設備
清津製鉄所の規模は、当初銑鉄年産140万トンとこれに対応した製鋼・圧延能力が理想と考えられたが、実際の計画ではその1/4の規模の銑鉄年産35万トン（日産500トン高炉2基、1基あたり年産能力17.5万トン）のみとなり、製鋼・圧延設備は建設されなかった。
清津製鉄所に建設された設備は以下のとおりである。
- 高炉（溶鉱炉） - 2基、銑鉄年産能力 35万トン
- コークス炉 - 2基、コークス年産能力 45万2千トン
- ベンゾール工場 - ベンゼン年産能力 7千トン
- タール工場 - タール年産能力 2万7千トン
- 硫安工場 - 硫安年産能力 7千トン、ただし1945年8月の完成で試運転のみで生産は行われなかった

## 沿革
清津製鉄所は、朝鮮に銑鋼一貫製鉄所を持ちたいという朝鮮総督府（総督府）と朝鮮軍の意向が、日鉄の拡充計画と一致したために実現したものであり、それまでに行われた内地の製鉄所の拡充計画とは趣向が異なる。
清津製鉄所の建設は、1937年（昭和12年）10月に策定された日鉄の拡張計画（第5次拡張計画）に盛り込まれた。この計画では、八幡・広畑における銑鋼一貫設備の増設と清津製鉄所の建設が実施される予定であったが、八幡・広畑に対する新たな計画は既に施工を推進していた諸工事と重複するだけでなく、日中戦争拡大に伴う資材の入手難や労務者不足なども懸念されたため中止となった。結果、原料にめぐまれた清津のみが計画の対象に選定された。建設にあたっては総督府・朝鮮軍の支援があり、計画の決定に先立って土地手入れや外港防波堤の起工を行い、資材・船舶の入手や地価査定、岸壁の築造などにおいて便宜を図るなどをした。
日鉄の資金不足や資材・作業員の不足があり着工は遅れたが、1939年（昭和14年）5月、組織としての清津製鉄所が発足し建設工事が開始された。初代所長は後に日鉄社長となる三鬼隆であった。建設中も資材不足・労働力不足は深刻で、寒冷地であるために建設工事が順調に進まないこともあり、溶鉱炉の竣工および製鉄所の操業開始は1942年（昭和17年）となった。第2溶鉱炉の建設工事が1941年（昭和16年）5月から翌年5月まで中断するという事態もあった。
竣工後の1943年当時、日鉄全体の年間銑鉄製造能力が522万トン、単独製鉄所としては国内最大規模であった八幡製鉄所が210万トン規模であったことを考えると、35万トン規模の清津は比較的小規模であったと言える。
1945年（昭和20年）8月13日、ソ連軍の清津上陸の日に清津製鉄所は放棄され、日鉄の製鉄所としての歴史を終えた。

### 年表
- 1939年（昭和14年）
  - 5月4日 - 「清津製鉄所」発足。
  - 5月29日 - 起工式を開催。
- 1942年（昭和17年）
  - 5月 - コークス炉が操業開始。
  - 5月25日 - 第1溶鉱炉に火入れ。
  - 12月21日 - 第2溶鉱炉に火入れ。
- 1943年（昭和18年）
  - 1月 - タール工場が操業開始。
  - 11月 - ベンゾール工場が操業開始。
- 1945年（昭和20年）
  - 4月1日 - 第1溶鉱炉吹き止め。
  - 8月13日 - 第2溶鉱炉吹き止め、全工場操業停止。

## 戦後の清津製鉄所
戦後は、朝鮮民主主義人民共和国（北朝鮮）において金策製鉄所と名前を変え現在に至っている。

## 建設中のエピソード
清津製鉄所の建設は、それまでの内地の製鉄所と比較して、時代面・風土面的で極めて悪条件下で行われたことが挙げられる。清津製鉄所所長である三鬼隆は、当時を振り返って、第一に北鮮の冬季は凍てついた大地に鶴嘴を打ち込むことができないほどに厳しいものであったこと、第二に当時の統制の結果として輸送や資材の調達が制限され、請負人との交渉に非常なる苦労があったことを述べている。建設の遅延に対し「一体製鉄所は何をしているのか。一向にはかどらぬではないか」との冷たい世評が、現地からも本社からも聞こえてきた。これは溶鉱炉という重量物を建設するための基礎工事の大変さから来るものであったが、三鬼は一計を案じ、人目につきやすいコークス炉の高い煙突を2本、工事進捗日程とは関係なしに予定より早く立てたところ、ようやく世間の納得を得たという。